# Hults tvättgöl
Hults tvättgöl är en sjö i Boxholms kommun i Östergötland och ingår i Motala ströms huvudavrinningsområde.